# Bonamana (bài hát)
"Bonamana" (Tên tiếng Hàn: 미인아 Mi-in-ah; có nghĩa là Người đẹp à hay Người đẹp ơi) là một ca khúc của nhóm nhạc nam Hàn Quốc Super Junior. Tên được dùng ở quốc tế là "Bonamana" cũng là một từ tiếng Hàn (보나마나) có nghĩa là "Không còn nghi ngờ gì nữa", hay "Chắc chắn là như vậy". Đây là ca khúc chủ đề cho album phòng thu thứ tư của nhóm, Bonamana. Phiên bản nhạc số của bài hát được phát hành ngày 10 tháng 5 năm 2010 và 3 ngày sau đó thì album được chính thức phát hành tại Hàn Quốc. Bài hát được sáng tác bởi Yoo Young-jin, bao gồm cả phần nhạc, lời, và phối âm.

## Giới thiệu
Nối tiếp phong cách SJ Funky mà Super Junior đã bắt đầu theo đuổi kể từ album trước đó là Sorry, Sorry, "Bonamana" chịu ảnh hưởng từ nhạc electronica funk và hip hop, kết hợp chặt chẽ với nhịp điệu châu Phi và giai điệu club house để cấu thành giai điệu cho cả bài hát, cũng tương tự như những ca khúc ngay trước đó của nhạc sĩ Yoo Young-jin là "Ring Ding Dong" của Shinee và "Super Girl" của Super Junior-M. Trong bài hát có sử dụng âm thanh một loại nhạc cụ thuộc bộ gõ của châu Phi gọi là Afro tom, và những câu chữ lặp đi lặp lại. Giai điệu bài hát có sử dụng autotune. Nội dung bài hát là nói về trái tim táo bạo của một chàng trai và những chiến lược chiến thuật để anh ấy đạt được tình yêu của cô gái với lời lẽ vui vẻ và hóm hỉnh. Có cả những câu hát như "Nếu chiếm được trái tim em, anh sẽ là kẻ chiến thắng cả cuộc đời này. Thế gian có một quy tắc là đi theo những kẻ can đảm giống như anh" - thể hiện sự tự tin của chàng trai; hay viện dẫn cả những câu nói của người xưa như "Chặt mười lần cây sẽ đổ" để khẳng định ý chí và quyết tâm của anh ấy trong việc chinh phục trái tim cô gái.

## Quảng bá và thành tích
Vào ngày 7 tháng 5 năm 2010, teaser cho "Bonamana" được đăng tải trên kênh YouTube chính thức của SM Entertainment, xác nhận đây là ca khúc chủ đề cho album thứ tư của Super Junior. Phiên bản nhạc số xuất hiện trên các trang nghe và tải nhạc trực tuyến Hàn Quốc từ ngày 10 tháng 5 năm 2010. Nhóm đã biểu diễn ca khúc này lần đầu tiên trên chương trình âm nhạc Music Bank của kênh KBS2TV vào ngày 14 tháng 5, và màn diễn trở lại của nhóm đã ngay lập tức vươn lên vị trí thứ 3 trên top những từ khóa được tìm kiếm nhiều nhất tại trang Nate. Nhóm cũng trình diễn "Bonamana" trên chương trình Show! Music Core của đài MBC ngày 15 tháng 5 và trên Inkigayo của SBS vào ngày 16.
Chỉ sau 1 tuần quảng bá, "Bonamana" đã đạt vị trí số 1 trên K-Chart Music Bank, tạo nên chiến thắng nhanh nhất của Super Junior trên các bảng xếp hạng âm nhạc qua các ca khúc chủ đề album kể từ khi nhóm ra mắt.

## Music video

"Điệu nhảy trượt băng"

Một đoạn teaser dài 1 phút cho Bonamana đã được tung ra ngày 7 tháng 5, thông qua trang YouTube chính thức (cũ) của SM Entertainment là sment, và MV đầy đủ xuất hiện vào ngày 12 tháng 5 trên trang chia sẻ video GOMTV của Hàn Quốc cũng như trên trang Youtube của SM Entertainment, thu hút hơn 600,000 lượt view trong ngày đầu tiên phát hành. Hiện nay MV này đã đạt đến 38 triệu lượt view trên kênh youtube cũ của SM là sment và khoảng 355,000 lượt trên kênh Youtube mới SMTOWN.
Music video được đạo diễn bởi Jang Jae-hyuk và được ghi hình tại trường quay ở Namyangju, Gyeonggi vào cuối tháng 4 năm 2010. Video được thực hiện trong khung cảnh tối, với hiệu ứng đổ bóng và ánh đèn chao qua lại phía trên đầu các thành viên. Video được bắt đầu bằng một phần của teaser đã tung ra trước đó, trong đó quay các thành viên từ nhiều góc độ khác nhau, có thể chỉ đơn giản là đứng đó hoặc chậm rãi xoay tròn trong khung cảnh tối tăm bí hiểm với ánh sáng liên tục chao qua lại ở phía sau lưng. Toàn bộ khung hình trở nên sáng sủa hơn khi bài hát bắt đầu. Phần lớn MV cho ta thấy vũ đạo và kĩ thuật nhảy Hip hop của nhóm. Vũ đạo của bài hát có bao gồm cả "Điệu nhảy trượt băng", được lấy cảm hứng từ nữ vận động viên trượt băng của Hàn Quốc Kim Yuna. Ngoài ra thì trong vũ đạo cũng có một đoạn Break dance được thực hiện bởi 4 thành viên: Eunhyuk, Shindong, Donghae, và Kyuhyun. Trong đó, Kyuhyun được coi là thay thế vị trí của Han Geng sau khi thành viên người Trung Quốc này rời công ty và trở về quê hương hoạt động solo.

## Phiên bản tiếng Nhật
Vào ngày 25 tháng 4 năm 2011, SM Entertainment đã thông báo rằng sẽ có một phiên bản tiếng Nhật cho Bonamana, có tên "Bonamana (美人)" ("Bijin" - cũng có nghĩa là "Người đẹp") và nó sẽ được sử dụng để quảng bá cho chuỗi cửa hàng tiện dụng của Nhật là Circle K Sunkus. Ca khúc được phát hành dưới dạng nhạc số và ngày 18 tháng 5 năm 2011, còn đĩa đơn được lên kệ vào ngày 8 tháng 6 năm 2011, và đây cũng chính là đĩa đơn tiếng Nhật chính thức đầu tiên cả nhóm. Một đoạn phim quảng cáo cho sự hợp tác giữa Super Junior và Circle K Sunkus đã được tung ra từ tháng 2 năm 2011, còn bản thu âm phiên bản tiếng Nhật cũng được thực hiện từ tháng 3 năm 2011. Đĩa đơn đã đạt vị trí thứ 2 trên Oricon ngay ngày phát hành đầu tiên. Theo Oricon Chart, Bonamana (美人) đã bán được 27,168 bản trong ngày đầu phát hành. Music video cho Bonamana (美人) được tạo nên từ những cảnh quay trong "Super Junior 3rd Asia Tour - Super Show 3" tổ chức tại Yokohama Arena, Nhật Bản tháng 2 năm 2011 đã thu hút đến hơn 300,000 lượt view trên trang web UCC ‘Nikoniko’ của Nhật chỉ trong vòng 1 ngày.

## Âm nhạc
- Giọng ca chính - Super Junior
- Hát nền - Super Junior, Yoo Young-jin
- Sản xuất chính - Lee Soo Man
- Sản xuất nhạc - Yoo Young-jin
- Viết lời - Yoo Young-jin

## Trên các bảng xếp hạng
| Bảng xếp hạng (2010)                          | Vị trí cao nhất |
| --------------------------------------------- | --------------- |
| Gaon Singles Chart (Nhạc số)                  | 8               |
| SBS Inkigayo Take 7 Charts                    | 1               |
| KBS Music Bank K-Chart                        | 1               |
| Hit Fm Annual Top 100 Singles Chart, Đài Loan | 5               |

| Bảng xếp hạng (2011)        | Vị trí cao nhất |
| --------------------------- | --------------- |
| Oricon Daily Singles Chart  | 2               |
| Oricon Weekly Singles Chart | 2               |